# Santa Agnès de Croanques
Santa Agnès de Croanques és l'antiga església parroquial romànica de Croanques, l'antic nucli principal del terme comunal rossellonès de Teulís, a la Catalunya Nord.
És situada a prop i a ponent de l'actual Mas Croanques, a l'altra riba del Còrrec de Santa Agnès.

## Història
El lloc de Croanques és documentat des de l'any 1020, quan el bisbe d'Elna restitueix als Castellnou el terme de Teulís, i s'hi esmenta Crosanchas Thevolisi, l'alou més important del terme teulisenc. El 1091 és esmentada també l'església de Santa Agnès, quan el vescomte de Castellnou retorna l'alou, amb l'església, a Elna.

## L'edifici
L'església, actualment en ruïnes, era d'una sola nau possiblement coberta amb volta: l'única paret conservada, la nord, presenta vestigis de l'arrencada de la volta. La capçalera, damunt de la mateixa roca, és del tot desapareguda. De l'arc triomfal, en queda el muntant nord, però una imposta esculpida que hi havia fa alguns anys és ja desapareguda. La porta, a ponent, en part conservada, és senzilla, resolta amb un arc de mig punt. Al damunt del mur oest hi havia un campanar d'espadanya. El conjunt, resolt amb còdols rústecs, és datable al segle xi.